# Золотой дождь (роман)
«Золотой дождь» (англ. The Rainmaker) — роман Джона Гришэма, написанный в 1995 году, судебная драма, шестая опубликованная книга писателя.

## Сюжет
Оригинальное название книги происходит от юридического жаргонного термина «заклинатель дождя» (англ. rainmaker) — так называют звёздного адвоката, который выигрывает громкие дела и получает огромные суммы в качестве возмещения ущерба. Главный герой книги, начинающий юрист, мечтает стать таким «заклинателем дождя» — и мечта сбывается, но не совсем так, как он ожидал.
Руди Бейлор — выпускник Юридической школы штата Мемфис. Он получает должность в юридической фирме в Мемфисе, но теряет ее, когда фирму выкупает крупная юридическая фирма. Будучи одним из немногих выпускников своего года, оставшимся без работы, отчаявшийся Руди знакомится с Дж. Лайманом «Бруизером» Стоуном, безжалостным, но успешным гонщиком за машинами скорой помощи, который делает его своим партнером. Чтобы заработать свой гонорар, Руди должен искать потенциальных клиентов в местной больнице и подписывать с ними иски о причинении вреда здоровью. Его знакомят с Деком Шиффлетом, не слишком этичным бывшим страховым оценщиком, который получил юридическое образование, но не занимается юридической практикой, поскольку шесть раз провалил экзамен на адвоката.
Руди подписывает контракты с двумя клиентами. Одна из них — его новая пожилая хозяйка квартиры, которой нужно составить пересмотренное завещание. Другая — бедная семья, Дот и Бадди Блэк, чей случай может привести к процессу с иском в несколько миллионов долларов. Фирма Стоуна находится в центре расследования полиции и ФБР, Руди и Дек вынуждены срочно организовать собственную практику и подают иск к страховой компании Great Benefit Life Insurance от имени Блэков, чьего сына Донни Рэя, больного лейкемией, можно было бы спасти с помощью пересадки костного мозга, но страховая компания многократно отказывала в оплате дорогостоящей операции.
Параллельно развивается история знакомства Руди с Келли Райкер, жертвой мужа-психопата Клиффа, которая восстанавливается в местной больнице после травм, нанесенных ее мужем.
Донни Рэй умирает незадолго до того, как дело доходит до суда. Руди раскрывает схему компании Great Benefit, которая отклоняет все поданные страховые требования, независимо от их обоснованности. Бывший сотрудник Great Benefit свидетельствует, что эта схема принесла компании дополнительный доход в размере 40 миллионов долларов. Судебный процесс завершается тем, что присяжные присуждают истцу беспрецедентную сумму в 50,2 миллиона долларов — сенсационный вердикт, попавший в заголовки газет и вынесший Руди в центр внимания. Однако Great Benefit объявляет себя банкротом, что позволяет ей избежать выплаты судебного решения.
В конечном итоге, скорбящие родители не получают никакой компенсации, а Руди — никакого вознаграждения, но все счастливы, что одержали моральную победу.
Одновременно с судом по делу Блэка, Руди помогает новой подруге Келли подать на развод. Когда они приехали забрать вещи из ее дома, на них нападает муж Келли с бейсбольной битой. Руди смог вырвать биту у Клиффа, сбить его с ног и готов убить его, но Келли вмешивается и приказывает ему уйти. Клифф умирает от полученных травм, а Келли позволяет обвинить себя в непредумышленном убийстве, чтобы защитить Руди. Они решают покинуть штат, направляясь в место, где Руди хочет стать учителем, а Келли может поступить в колледж. Руди решает никогда не регистрироваться в качестве избирателя, чтобы не быть вызванным в суд присяжных и «никогда не видеть зал суда изнутри».

## Отзывы критиков
Los Angeles Times назвала книгу «обвинительным актом правовой системе от юридической школы до вердикта присяжных». Entertainment Weekly написала, что «хотя исход „Золотого дождя“ немного предсказуем, яркие второстепенные персонажи Гришэма и почти диккенсовское рвение к насмешке над помпезностью и привилегиями способны расположить к нему многочисленных читателей». Publishers Weekly написала, что «эта горько-сладкая история, самая тихая и вдумчивая из всех произведений автора, показывает, что воображение Гришэма может постоять за себя как в зале суда, так и на жестоких улицах за его пределами».
Роман сразу стал бестселлером, за первые четыре дня было продано 300 тысяч экземпляров книги, что стало одним из самых быстро продаваемых романов в истории на тот момент.
В интервью журналу Time Джон Гришэм сказал, что Руди Бейлор — единственный главный герой из всех его романов, которым он хотел бы быть больше всего.

## Экранизация
В 1997 году роман был экранизирован известным режиссёром Фрэнсисом Фордом Копполой, в главных ролях снялись Мэтт Дэймон, Дэнни ДеВито, Клэр Дэйнс, Джон Войт и Дэнни Гловер.
12 июня 2024 года было объявлено, что Майкл Сейцман написал сценарий и взялся за телесериал, основанный на серии произведений Джона Гришэма, для USA Network. 20 августа 2024 года было объявлено, что Майло Каллаган сыграет главную роль Руди Бэйлора. Позднее было объявлено, что Лана Паррия будет играть роль Джослин «Брузер» Стоун, Пи Джей Бирн будет играть роль Дека Шиффлета, Робин Кара сыграет роль Келли Райкер.